# Асколи Пичено (провинция)
Асколи Пичено (на италиански: Provincia di Ascoli Piceno) е провинция в Италия, в региона Марке. Площта ѝ е 1.304 км², а населението - около 210 000 души (2007). Провинцията включва 33 общини, а административен център е град Асколи Пичено.

## Административно деление
Провинцията се състои от 33 общини:
- Асколи Пичено
- Акуавива Пичена
- Акуасанта Терме
- Апиняно дел Тронто
- Аркуата дел Тронто
- Венарота
- Гротамаре
- Карасай
- Кастел ди Лама
- Кастиняно
- Касторано
- Коли дел Тронто
- Комунанца
- Косиняно
- Купра Маритима
- Малтиняно
- Масиняно
- Монсамполо дел Тронто
- Монталто деле Марке
- Монтегало
- Монтединове
- Монтемонако
- Монтепрандоне
- Монтефиоре дел'Азо
- Офида
- Палмиано
- Рипатрансоне
- Рокафлувионе
- Ротела
- Сан Бенедето дел Тронто
- Спинетоли
- Фолиняно
- Форче